# 1960년대 반문화

핵군축캠페인에 의해 영국에서 처음으로 설계되고 사용된 평화 기호는 나중에 베트남 전쟁에 반대하는 동의어가 되었다.

1960년대 반문화(1960年代 反文化, 영어: counterculture of the 1960s, 프랑스어: contre-culture des années 1960) 또는 대항문화(對抗文化)는 영국과 미국에서 처음으로 발전한 후 런던, 뉴욕, 샌프란시스코가 초기 반문화 활동의 온상이 되면서 1960년대 중반에서 1970년대 중반 사이에 서구 세계로 확산된 반체제 문화 현상이었다. 미국의 흑인 민권 운동이 계속 커지면서 총파업은 탄력을 얻었고, 베트남에 대한 미국 정부의 광범위한 군사개입이 확대되면서 혁명적이게 된다. 1960년대에 진전됨에 따라, 다른 이슈들과 관련하여 광범위한 사회적 긴장감이 발전했고, 개인에 대한 존중, 인간의 성, 여성의 권리, 전통적인 권위 방식에 대항, 같은 사회인으로 평등, 백인이 아닌 사람들의 권리, 인종차별의 종식, 향정신성의약품에 대한 실험, 아메리칸 드림에 대한 다른 해석 등에 따라 흘러갔다. 이러한 문제와 관련된 많은 주요 운동들은 1960년대 반문화권 내에서 탄생하거나 발전되었다.
시대가 열림에 따라, 새로운 문화적 형태와 실험을 찬양하는 역동적인 하위 문화가 등장했고, 보헤미아니즘의 현대적 화신과 히피와 다른 대체 생활양식의 출현이 나타났다. 이런 창의성의 수용은 비틀즈와 같은 브리티시 인베이전 밴드의 작품들, 검열로 인해 작품들이 훨씬 덜 제한되게 된 영화제작자들의 작품에서 특히 두드러진다. 비틀즈가 유행을 정립하는 것 외에도, 다른 많은 창조적인 예술가, 작가, 사상가들이, 여러 분야 내에서, 그리고 여러 분야에 걸쳐, 반문화 운동을 정의하는 것을 도왔다. 일상 패션은 수트, 특히 모자 착용의 쇠퇴를 경험했다. 다른 변화에는 여성(당시 많은 남성도 포함)의 긴 머리를 깎는 것이 정상화,  전통적인 아프리카, 인도 및 중동 스타일의 의복 대중화 (아프리카 인을 위한 자연스러운 머리 착용 포함. 혈통), 미니스커트의 발명과 대중화, 무릎 위까지 올라오는 헴라인과 차별화된 젊음 중심의 패션 서브컬처의 본격적인 발달, 남녀 모두에게 청바지를 기반으로 한 스타일은 오늘날까지 지속되는 중요한 패션 운동이 되었다.
1960년대의 반권위주의 문화와 이전 시대의 반권위주의적 움직임을 구분하는 몇 가지 요인들이 있었다. 제2차 세계대전 후 "베이비 붐"은 미국과 다른 민주주의 사회의 방향을 재고하는 예비 참가자로서 전례 없이 많은 불만을 품은 젊은이들을 만들어냈다. 전후 풍요로움은 많은 반문화세대가 그들의 대공황 시대의 부모들을 사로잡았던 삶의 물질적 필수품 제공에 초점을 맞추는 것을 넘어 움직이도록 했다. 그 시대는 또한 비록 반문화적 참여자들이 각각의 국민들 안에서 분명한 소수민족에 속함에도 불구하고, 더 큰 움직임 속에서 행동과 "원인"의 상당 부분이 주류에 속한 사회, 특히 미국에서 빠르게 동화되었다는 사실에서도 주목할 만 하다.
반문화시대는 1963년 11월 존 F. 케네디 암살 사건이 신호탄이었으며, 브리티시 인베이전이 본격적으로 시작을 알리며 반문화를 정립했다. 그것은 1973년 미군의 동남아시아 전투 개입이 종식되고 초안이 종료되면서 대중문화에 흡수되었고 궁극적으로 1974년 8월 리처드 닉슨 대통령의 사임으로 흡수되었다.

## 같이 보기
- 프랑스의 68운동
- 서독학생운동
- 1968년 사회운동